# Terri
Torri (em armênio: Տոռի; romaniz.: Toṙi) ou Terri (Տռի, Tṙi), segundo a Geografia de Ananias de Siracena (século VII), foi um gavar (cantão) da província de Otena, no Reino da Armênia. Compreendia uma área de 530 quilômetros quadrados no vale do Tertu (atual rio Tartar).